# 天津南駅
天津南駅（てんしんみなみえき、英語Tianjinnan Railway Station、中国語:天津南站）は、中国の天津市西青区にある中国国家鉄路集団(CR)の駅。天津西駅に停車する列車は、当駅に停車しない。
本項では、近接する天津地下鉄の南駅（みなみえき）についても記述する。
かつて、天津駅の東の河東区九経路に貨物駅として天津南駅が存在したが廃止されている。

## 乗り入れ路線
中国国家鉄路集団
京滬高速鉄道：北京南駅より131km、上海虹橋駅まで1171km
天津地下鉄
■3号線

## 歴史

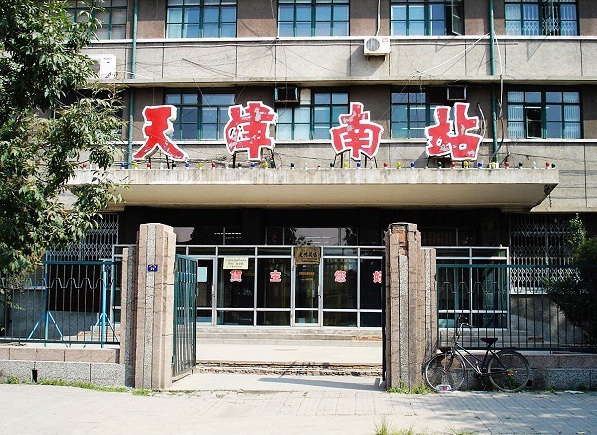
廃止された旧天津南駅(貨物駅)

- 2011年6月30日 - 京滬高速鉄道が開業
- 2013年12月28日 - 天津地下鉄3号線が開業

## 駅構造

### 中国国家鉄路集団
島式ホーム2面6線の駅である。真ん中に2本の通過線を持つ。1度に1000人の乗客に対応できる設計となっている。

#### のりば
| ホーム | 路線         | 行き先                               |
| ------ | ------------ | ------------------------------------ |
| 1      | 京滬高速鉄道 | 廊坊・北京南・天津西方面             |
| 2      | 京滬高速鉄道 | 済南西・蚌埠南・南京南・上海虹橋方面 |

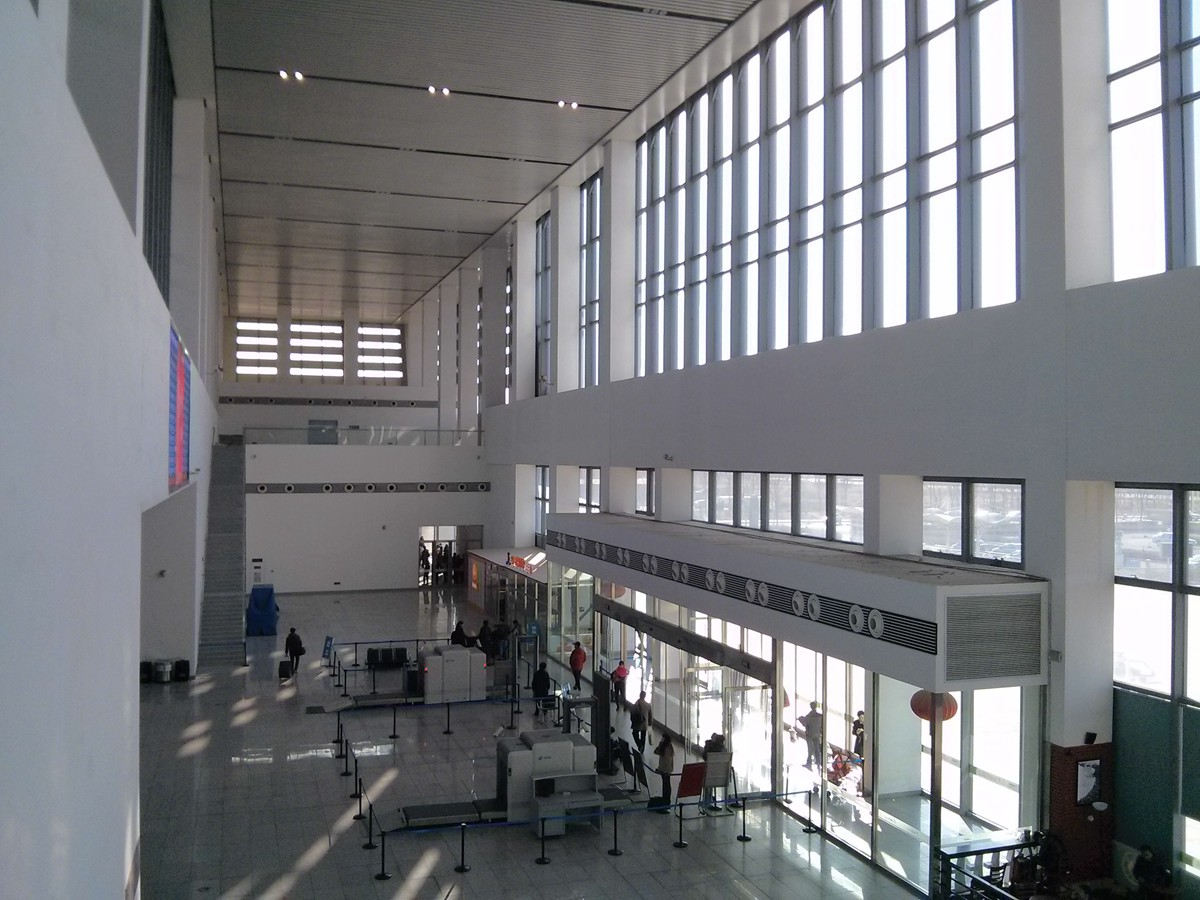
コンコース
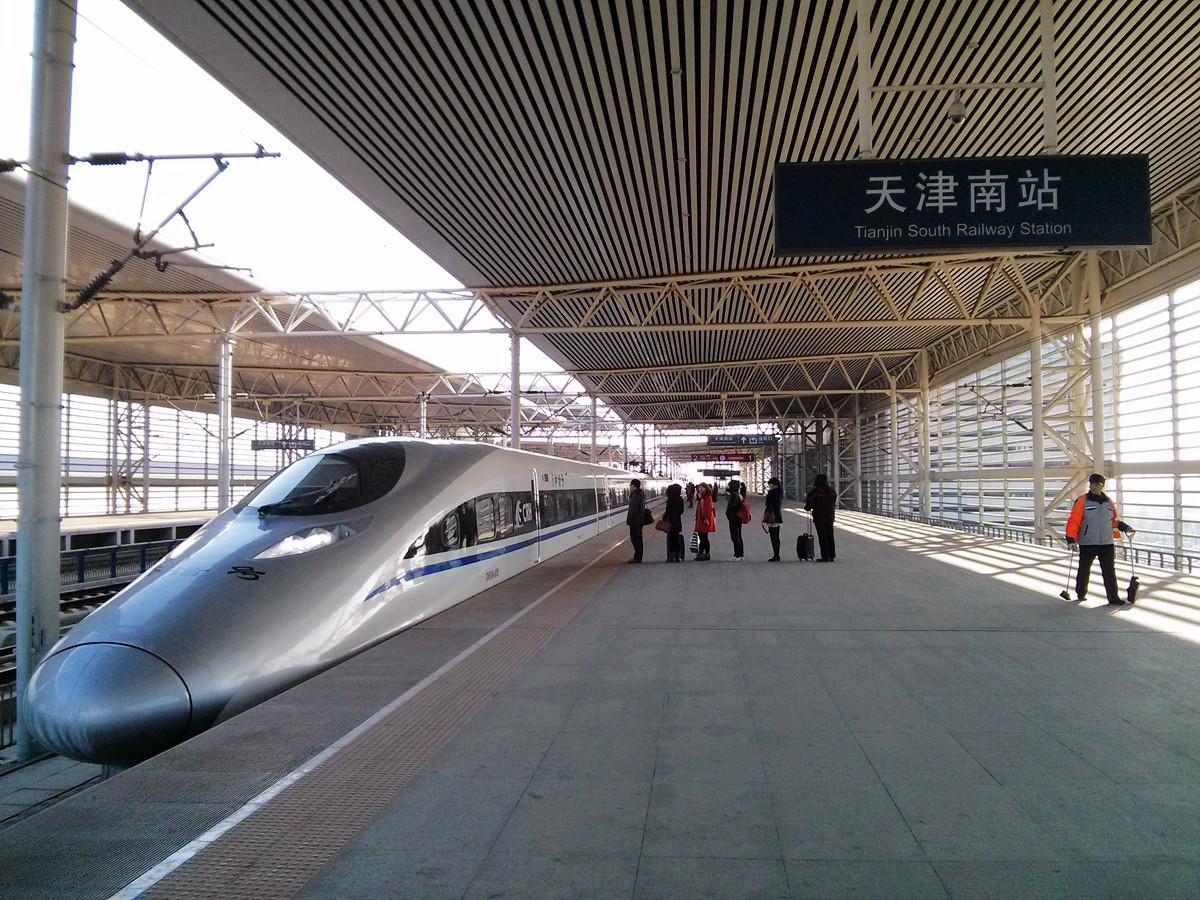
プラットホーム

### 天津地下鉄
相対式ホーム2面2線を有する高架駅。

#### のりば
| ホーム | 路線   | 行き先                         |
| ------ | ------ | ------------------------------ |
| 上り   | ■3号線 | 当駅止まり                     |
| 下り   | ■3号線 | 営口道・天津駅・北駅・小淀方面 |

## 駅周辺
- 浜海高新区（中国語版）
- 天津工業大学（中国語版）
- 天津師範大学（中国語版）
- 天津理工大学（中国語版）
- 石家大院（中国語版）
- 高銀金融117

## 隣の駅
中国国家鉄路集団
京滬高速鉄道
廊坊駅 - 天津南駅 - 滄州西駅
天津地下鉄
■3号線
南駅 - 楊伍荘駅